# Rayet (Lot-et-Garonne)
Rayet é uma comuna francesa na região administrativa da Nova Aquitânia, no departamento Lot-et-Garonne. Estende-se por uma área de 9,93 km². Em 2010 a comuna tinha 182 habitantes (densidade: 18,3 hab./km²).